# Eddie Applegate
Eddie Applegate (Wyncote, 4 ottobre 1935 – Los Angeles, 17 ottobre 2016) è stato un attore televisivo statunitense.
È conosciuto soprattutto per il ruolo che ebbe negli anni sessanta, specialmente nel ruolo di Richard Harrison, il ragazzo di Patty Lane nel The Patty Duke Show.

## Gioventù e carriera
Applegate nacque a Wyncote, Pennsylvania. Ha impersonato appeared as Richard Harrison in 70 episodi del Patty Duke Show, trasmesso sulla rete ABC dal 1963 al 1966. Negli anni sessanta, ha recitato ruoli comparsi nelle singole puntate di famosi telefilm, come il The Lucy Show, Daktari, e Gunsmoke. Nella stagione televisiva 1970, ha recitato nel ruolo di Willie Maxwell, un reporter della serie TV Nancy.

## Lavori recenti
Nel 1999, Applegate recitò nuovamente nel ruolo di Richard Harrison in The Patty Duke Show: Still Rockin' in Brooklyn Heights. Nello show era l'ex marito di Patty Lane. Sempre nel 1999, Applegate partecipò ad un episodio di Celebrity Profile della E! Entertainment Television, uno show che metteva in evidenza cosa era successo a personaggi ben conosciuti del mondo dello spettacolo. Negli anni 2000, Applegate ha occasionalmente recitato ruoli minori in film come Exorcism (2003) e Welcome to September (2005).
Nel 2009, Applegate ha recitato la parte di Henry nel thriller indie Rain From Stars, sceneggiato da Stephen Wallis e uscito negli Stati Uniti d'America nel 2013.

## Pittura
Dopo il declino della sua carriera televisiva, Applegate si occupò di più della pittura, un hobby che iniziò per rilassarsi quando lavorava regolarmente alla televisione. Si definiva un pittore "realista-impressionista".

## Vita privata e morte
Applegate è vissuto a Chatsworth, in California con la moglie Betty. Fu un membro della San Fernando Valley Art Club, di cui era vicepresidente. È morto il 17 ottobre 2016 in una casa di riposo a Los Angeles dopo una lunga malattia.

## Filmografia parziale
- Mr. Novak – serie TV, episodio 1x14 (1963)